# Премия имени Б. Н. Петрова
Премия имени Б. Н. Петрова — премия, присуждаемая с 1993 года Российской академией наук взамен Золотой медали имени Б. Н. Петрова, учреждённой в 1980 году в память советского учёного в области автоматического управления, одного из основоположников отечественной космонавтики Б. Н. Петрова. 
Присуждается Отделением проблем машиностроения, механики и процессов управления за выдающиеся работы в области теории и систем автоматического управления.

## Лауреаты премии
- 1993 — Борис Евсеевич Черток — за цикл работ по комплексам автоматического управления ракетно-космическими системами
- 1995 — Виктор Павлович Легостаев — за цикл работ в области разработки автоматических и ручных систем управления движением космических кораблей и станций
- 1998 — Герман Георгиевич Себряков — за цикл работ «Аналитические методы исследования и проектирования человеко-машинных систем управления»
- 2001 — Гиви Ивлианович Джанджгава — за цикл работ «Теория и практика комплексных инерциально-экстремальных систем навигации и управления подвижных объектов»
- 2004 — Анатолий Яковлевич Андриенко — за цикл научных работ в обеспечение эксплуатации объектов ракетно-космической техники средствами управления
- 2004 — Владимир Петрович Иванов — за цикл научных работ в обеспечение эксплуатации объектов ракетно-космической техники средствами управления
- 2004 — Юрий Петрович Портнов-Соколов — за цикл научных работ в обеспечение эксплуатации объектов ракетно-космической техники средствами управления
- 2007 — Борис Викторович Павлов — за цикл работ «Модели и методы проектирования информационно-управляющих систем космических аппаратов»
- 2007 — Евгений Анатольевич Микрин — за цикл работ «Модели и методы проектирования информационно-управляющих систем космических аппаратов»
- 2007 — Владимир Васильевич Кульба — за цикл работ «Модели и методы проектирования информационно-управляющих систем космических аппаратов»
- 2013 — Игорь Геннадьевич Владимиров — за работу «Стохастическая анизотропийная теория робастного управления»
- 2013 — Александр Петрович Курдюков — за работу «Стохастическая анизотропийная теория робастного управления»
- 2013 — Михаил Михайлович Чайковский — за работу «Стохастическая анизотропийная теория робастного управления»
- 2016 — Борис Теодорович Поляк — за работу «Управление линейными системами при внешних возмущениях: техника линейных матричных неравенств»
- 2016 —  Михаил Владимирович Хлебников — за работу «Управление линейными системами при внешних возмущениях: техника линейных матричных неравенств»
- 2016 —  Павел Сергеевич Щербаков — за работу «Управление линейными системами при внешних возмущениях: техника линейных матричных неравенств»
- 2019 — Андрей Кириллович Волковицкий — за серию работ «Теория бортовых измерений пространственных физических полей»
- 2019 — Евгений Владимирович Каршаков — за серию работ «Теория бортовых измерений пространственных физических полей»
- 2019 — Андрей Андреевич Голован — за серию работ «Теория бортовых измерений пространственных физических полей»
- 2022 — Андрей Алексеевич Галяев — за цикл работ «Траекторное управление скрытностью подвижных объектов с неоднородной индикатрисой излучения»
- 2022 — Павел Владимирович Лысенко — за цикл работ «Траекторное управление скрытностью подвижных объектов с неоднородной индикатрисой излучения»
- 2022 — Виктор Павлович Яхно — за цикл работ «Траекторное управление скрытностью подвижных объектов с неоднородной индикатрисой излучения»